# Aristias topsenti
Aristias topsenti is een vlokreeftensoort uit de familie van de Aristiidae. De wetenschappelijke naam van de soort is voor het eerst geldig gepubliceerd in 1900 door Chevreux.